# Újpogányság
Az újpogányság vagy neopogányság olyan új vallási mozgalmak gyűjtőfogalma, amely összefoglaló neve mindazon (jellemzően természetközpontú) vallási csoportok sokféleségének, melyek különféle archaikus vallási hagyományokhoz nyúlnak vissza, felelevenítve és újjáélesztve az egykori hiedelmeket és vallási gyakorlatokat, a modern világ kihívásaihoz igazítva őket. Noha a múlt hitrendszerei ihlették, a mai pogányság nem ugyanaz a jelenség, mint az egykori vallási hagyományok, és sok tekintetben jelentősen eltér tőlük.
Az újpogányság olyan világnézet, amely hangsúlyozza a természet tiszteletét és azt isteniként kezelve (panteizmus) a vele való személyes kapcsolatot hirdeti.
Habár hajlamosak az individualizmusra és a dogmatikus gondolkodás ellen vannak, mégis általánosan vallott (elfogadott) nézet az, hogy az isteni minden dologban benne lakozik, ezért nagy tisztelettel fordulnak a Föld felé, és a természettel harmóniában igyekeznek élni.
Az újpogányság mindenhol a helyi gyökerekre épül, így szinte áttekinthetetlenül heterogén vallási rendszerré nőtte ki magát. Találhatunk közöttük a druida, a boszorkány, a kelta hagyományt, az istennő-kultuszt és a sámánizmust hirdető szervezeteket. Olyan szinkretizmusok is előfordulnak, mint a „keresztény Wicca” és a „zsidó pogányság”.
Vannak jellemző vonásai, ezek: a földanya tisztelete, az animizmus és a panteizmus. Az akadémikusok – főleg Észak-Amerikában – úgy vélik, hogy az újpogányság egy természetvallási mozgalom.

Újpogány szimbólumok:
(1. sor:) szláv • kelta (újdruida) • germán
(2. sor:) görög (hellenizmus) • pentagramma • római
(3. sor:) wicca • egyiptomi (kemetizmus) • mezopotámiai (zuizmus)

## Történet
Egyes kutatók úgy tartják, hogy az újpogányság a reneszánszban kezdődött, az ókorhoz való visszanyúlással és az antik politeizmus iránt újra feléledt lelkesedéssel. Ezt támasztják alá az olyan irodalmi művek, mint az 1532-ben született Theologia mythologica, a művészetekben pedig a 17. században bekövetkezett elmozdulás a történeti tájképfestészet felé, amelynek megteremtője Nicolas Poussin volt. 
A 18. században a német nyelvű költészetben megjelent az óészaki irodalom, ami újra felkeltette az érdeklődést a germán és skandináv pogányság iránt. A német területeken ez egybeesett a népi mozgalommal, ami később összefonódott a nacionalizmussal. 
Angliában a druida vallás új formái jelentkeztek, aztán a 19. század második felében létrejött az Arany Hajnal Hermetikus Rendje, majd később az Ordo Templi Orientis, amely megpróbált más hagyományokat, például a kabbalát és az ókori egyiptomi hiedelmeket beilleszteni. 
Az 1920–1930-as évek folyamán Margaret Murray  indiai születésű brit antropológus és egyiptológus azt állította, hogy a „szarvas isten” körül kiépült, kereszténység előtti pogány vallásnak – a boszorkányság egy formájának – sikerült túlélnie az elnyomást, és földalatti mozgalomként folyamatosan létezett. Habár elméleteit keményen bírálták, a jelek szerint kielégítették az angol társadalomnak valamiféle természeti vallás iránti vágyát. Amikor Gerald Gardner csatlakozott egy boszorkánycsapathoz, ami Murray írásai hatására jött létre, elindította a később Wicca néven ismert mozgalmat, ami az újpogányság egy fontos ága. 
Míg a pogányság angliai újjáéledése önálló ezoterikus áramlatként folytatódott, az új germán pogányság összeolvadta felemelkedő náci párt okkult eszméivel és nemzeti azonosságra való törekvéseivel. A II. világháború alatt J. R. R. Tolkien, A Gyűrűk Ura szerzője szóvá tette, hogy a nácik hogyan élnek vissza a germán mitológiával és teszik magukévá az újpogány eszméket. Egy levelében leírja, hogy Hitler szerinte hogyan mocskolja be az általa annyira szeretett északi szellemet, amely nagyban hozzájárult az európai kultúrához, és amelynek ő mindig is a valódi oldalait igyekezett bemutatni. Mindazonáltal a pogány eszméket rövidesen beszennyezték sok más okkult eszmével egyetemben, amelyeket a nácik megpróbáltak kisajátítani. 
Az újpogányság szó rossz célra való használata ahhoz vezetett, hogy a II. világháború után kiment a divatból, és csak az 1960-1970-es években vált lehetővé, hogy a pogány mozgalom és az újpogány fogalmak (pl. a Wicca különféle ága vagy a druida vallást feléleszteni kívánók) számos új formában kezdjen terjedni – talán a New Age eszméivel és az alternatív kultúrák egyre nagyobb elfogadottságával együtt. Miután az utóbbi évtizedekben szabadon fejlődött a mozgalom, változatossá vált, és rengeteg különféle, a pogány hiedelemvilág egyes vonatkozásait kifejező szervezet tartozik hozzá. 

## Jellemzők
Az újpogány hitközösségek az ősi pogány hagyományokat hozzák át a modern korba. Az „újpogány” elnevezés a különféle változatos, de sok közös elemet tartalmazó hitrendszerek egy gyűjtőfogalma, mely magába foglalja a kereszténység előtti északnyugat-európai vallásoktól (mint a druidizmus, skandináv és viking hitek) kezdve az Ízisz, Mithrász és az ókori Róma államvallásán keresztül a különböző wicca csoportokat, de az ásatrút, a sámánizmust és az indián vallásokat, valamint más hasonló elképzeléseket is. Fontos megjegyezni, hogy némely újpogány nem tartja össze nem illőnek az újpogányság gyakorlatát egy másik hithez való hívői ragaszkodással. Például Haitin általános gyakorlat a katolikus mise utáni vudu szertartás (azt mondják, Haitiben sok katolikus él, de mindenki a vudu követője).
A újpogányok hitei és gyakorlatai szélsőségesen változatosak, szinte annyi hitrendszer van amennyi újpogány, az egyenlőségre való törekvés mellett sok követőjük hisz a természet tiszteletében, aktívak az ökológiában, ősi mitológiákat támasztanak fel, mágiát tanulnak és gyakran hisznek az újraszületésben.
A régi pogányságot újraélesztő újpogányok általában ősi mitológiák mondáiból táplálkoznak. Az antik civilizációk mitológiáit általában nem tekintik szó szerinti történeteknek olyan értelemben, mint ahogy a keresztények a értelmezik Bibliát, sőt még szentírásnak sem tekintik azokat, mert a legtöbb újpogány annak még a gondolatát is elutasítja.
Az újpogányság mitológiai forrásai számottevőek: a kelta, nord, görög, római, sumér, egyiptomi és más mitológiákat is beleértve. Valószínűleg nem található olyan ismert mitológia vagy vallásos gyakorlat sem, amit egyik-másik csoport nem használt volna forrásként. Némely csoportok csak egy hagyományt ápolnak, míg mások néhányra, vagy sokra támaszkodnak. Minden mitológiának bizonyára van valamilyen szempontból értelmezhetető igazságtartalma, amit egyesek hisznek és az újpogányok kölcsönöznek, vagy átvesznek ezekből mindent ami számukra hasznosnak mutatkozik. Például Doreen Valiente Az Istennő megbízása című könyvében szabadon használt Charles Leland 1901-ben írt Aradia, avagy a boszorkányok evangéliuma című munkájából és Aleister Crowley írásaiból. Azokból ismeretes az újpogány választékosságot jól megvilágító szövegrész, melyet az istennő felidézésére használnak: „Hallgass a Nagy Anya szavára, őt a régiek Artemisz, Astarté, Dióne, Melusíne, Afrodité, Diana, Brigid és sok más néven ismertek…”.
Egyes újpogányok keresztény, zsidó és buddhista elemeket is felhasználnak, és mivel hitük rugalmassága minden hitet be tud foglalni, gyakran előfordul, hogy e pogányság más megalapozott hitgyakorlatokkal él együtt.
Bár az újpogány nemzetközi vallások közül néhánynak van bejegyzett egyháza Magyarországon is, még sincs egy hivatalos szerv sem, ami mindannyiukat összefogná. Ezt a szerepet igyekszik betölteni a nemzetközi Pogány Szövetség  (Pagan Federation).

### Istenképzet
Némelyek hisznek egy legfelsőbb lényben. A wiccák közül sokan hisznek egy kettősségben, Istenben és Istennőben.
Egyes újpogányok úgy hiszik, hogy a lélek-lények a világmindenségben és az egész természetben megszámlálhatatlanok, azaz Isten minden és mindenben, vagyis az egy Isten: Minden. A természet egészét és az egész világmindenséget az Isten és Istennő (vagy istenek és istennők) megtestesülésének tartják, így szerintük minden egyenlő spirituális értékű, emiatt bármi tiszteletet és  megbecsülést érdemelhet.

### A világmindenség és az élet eredete
Az újpogányok hite és a tudományos megfigyelések között a fizikai világ és az ember eredetének területén általában nincs ellentmondás. Ezentúl sokan hisznek egy legfelsőbb értelemben, ami létrehozta az Isten-Istennő kettősségét, akik azután megteremtették az istenek és istennők lélekvilágát a világmindenséggel és a természettel együtt.

### Mágia
Nézetük alapján a természeti erőket meg lehet idézni; a tűznek, a földnek, a levegőnek, a víznek és a természet más megnyilvánulásainak, mint például bizonyos fáknak és állatfajoknak olyan vonatkozásai vannak, amikhez az ember kapcsolódhat, ha varázslatos folyamatok révén eltöltik őt. Az újpogányokra jellemző a varázslás, amelyet sokféle céllal végeznek. Bár egyes bírálók kétségbe vonják a varázsigék használatát mert úgy vélik, „sötét erők” mozgatják őket, a pogányok és a boszorkánysággal foglalkozók különbséget tesznek a fehér és fekete mágia között, és a varázsló személyének az okait nézik. A fehér mágiát űzők a Wicca hitvallását vagy intelmét követik, azaz hogy a hívek elsődleges kötelessége az, hogy senkinek nem szabad ártaniuk. 

### New Age
Az újpogányságot sokan egy kalapba veszik a New Age mozgalommal. A kettőnek annyi a közös vonása, hogy követőik közül legtöbben hisznek a reinkarnációban és a karmában. Míg az újpogányság nagy része jellemzően panteista, a New Age-ben Isten személytelen, mindent átható erőként, kozmikus energiaként jelenik meg. A New Age mozgalommal szemben a vallási igazság itt nem külső forrásból vagy kinyilatkoztatásból származik, hanem tapasztalat útján nyerhető el. A misztikus tudást az ősök tanításaiból és a rituálék során szerzett személyes tapasztalataikból nyerik. A személyes tapasztalás segítségével – hogy önmagán keresztül fedezze fel a vallási igazságot – lehet valaki beavatott vagy boszorkány. 

### Túlvilág
Sokan hisznek a másvilágban eltöltött kis nyugalom és felerősödés utáni (valamilyen formában való) testi újraszületésben. Általában nincs olyan fogalmuk, ami a poklot a bűnhődés helyének gondolná, de néhányan hiszik, hogy az életben elkövetett méltánytalanságok, bűnök, a halál után a lelket a szenvedés állapotának csapdájában tarthatják. A wicca egy része hiszi, hogy szellemük a családjukat őrző halott őseikkel kapcsolatban áll. Vannak, akik hiszik, hogy az életerő valamilyen ismeretlen formában néha megmarad a halál után is (innen származnak az élőhalottakról szóló történetek is). Vannak akik hisznek különböző lelki pihenőhelyek létezésében. Végül sokan gondolják úgy, hogy nem tudjuk, vagy nem tudhatjuk, mi történik a halál után.

### Miért van gonosz?
Szerintük a „gonosz” nem más, mint egy kibillent egyensúly. Legtöbben úgy hiszik, hogy gonosz nem létezik, hanem az emberek néha hibákat követnek el. A bűn annak a következménye, hogy néha elfelejtjük, hogy mi az általános lélekkel egyek vagyunk. Az erkölcsi döntéseket az a hitük befolyásolja, hogy halál után a döntések alapján kapnak jutalmat vagy büntetést. Nem hiszik, hogy Sátán, vagy démonjaik okozzák a szenvedést, és nagy részük tagadja is a Sátán vagy egy mindenható gonosz keresztény felfogású értelmezését. Sokan hisznek egy, a karmához hasonló elvben, azaz, hogy a gonosz élet természetesen szenvedést eredményez vagy ebben vagy a következő életekben. Sokan a szenvedést egyfajta, az egyén földi, vagy kozmikus létében lévő lelki kiegyensúlyozatlanságnak tekintik.

### Mai kor kérdései
A válás, homoszexualitás és nemek egyenlősége tekintetében nagy tiszteletben tartják az emberi egyenlőséget, a nézetek egyenlőségét. Sokan hisznek a közösségi aktivitásban, különösen a környezetvédelem területén, minthogy hitük központját az emberi egyenlőség és a természet kölcsönös függősége és a Földanya imádása képezi.
Nézetük szerint az ökológiai válság annak a közvetlen következménye, hogy a társadalom szem elől tévesztette az ember és a természet kapcsolatára vonatkozó
ősi bölcsességet. A környezeti problémák kérdése különösen jelentős az újpogányok számára.

## Újpogány mozgalmak

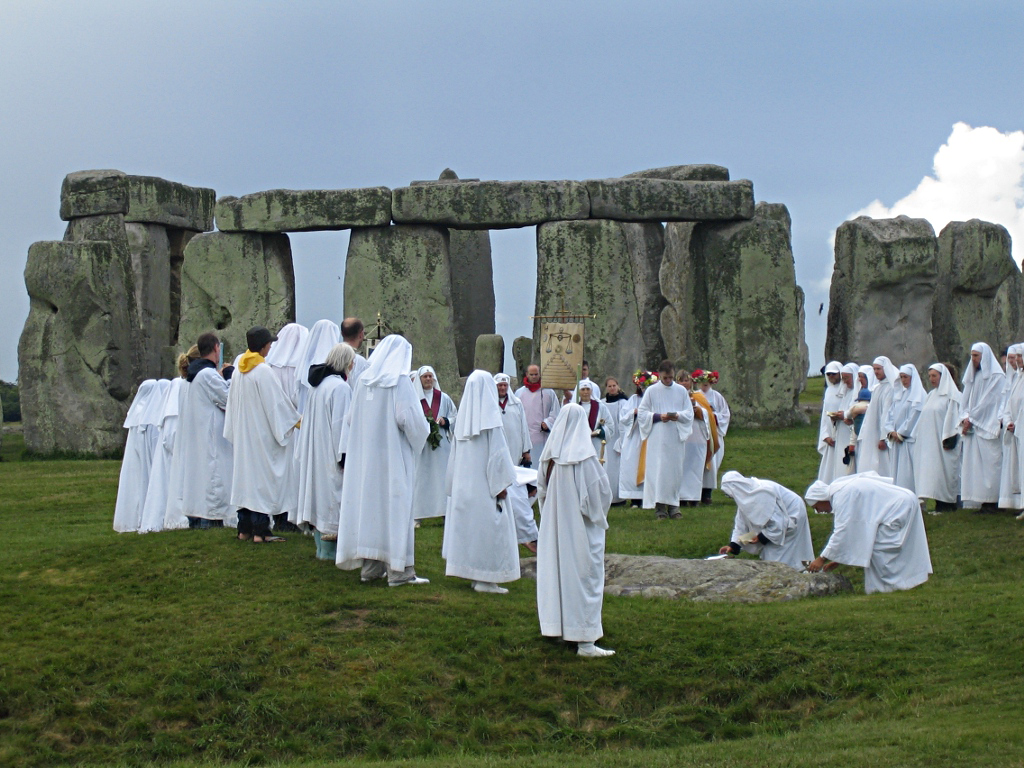
Újdruidák Stonehenge romjainál

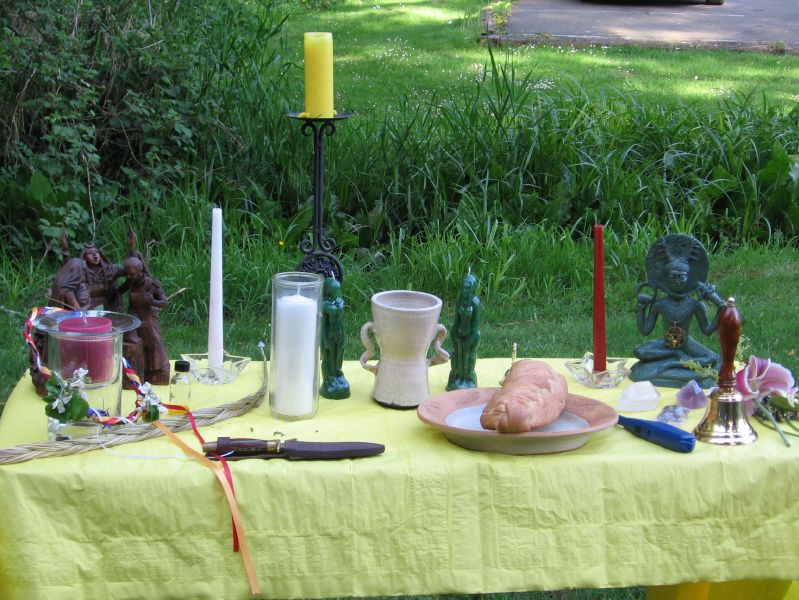
Wicca rituális oltár

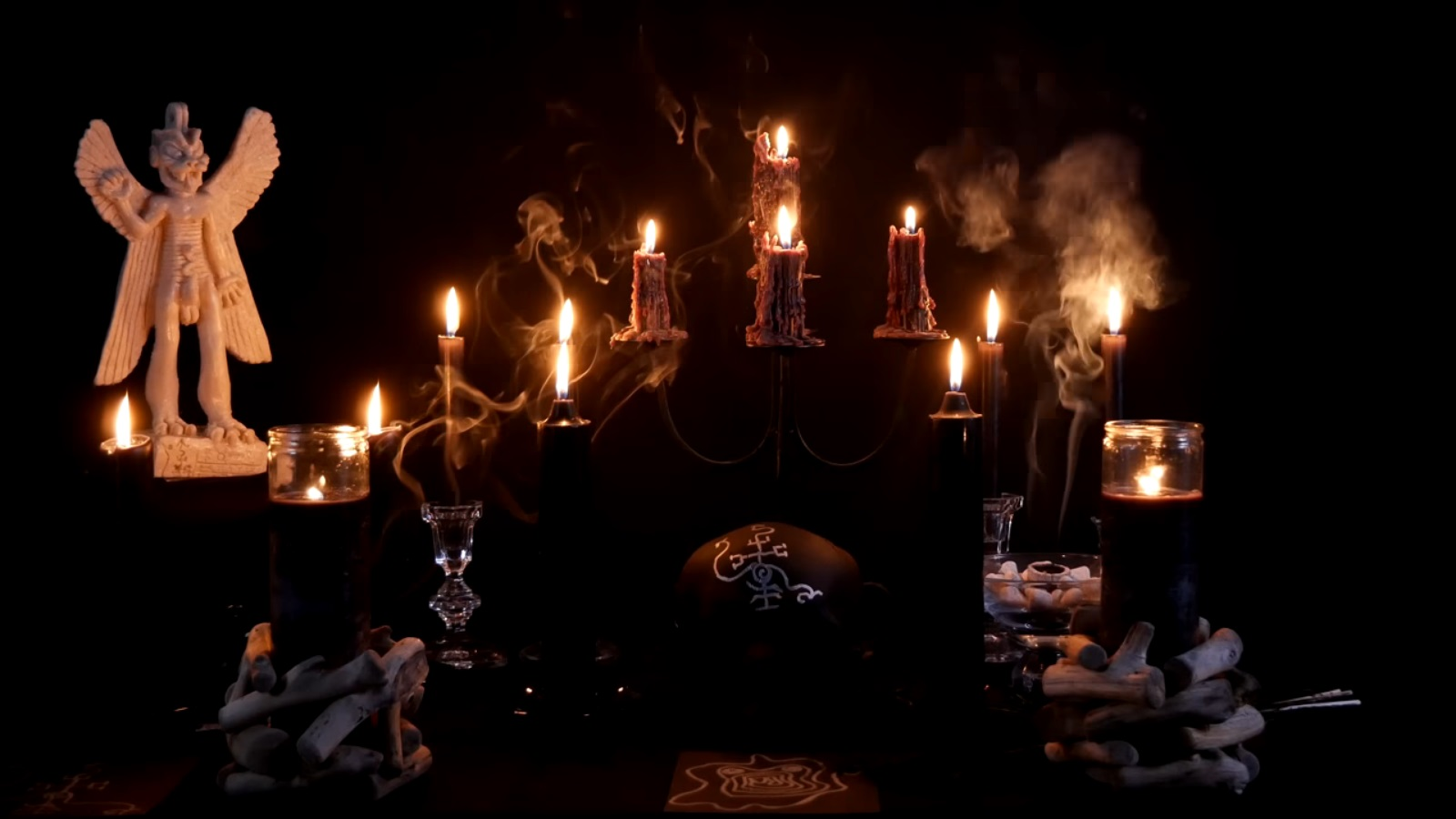
Pazuzu számára szentelt zuista oltár

### Taxonómia
Kategorizálás 
- Paleopogányság: korunkig fennmaradt autentikus politeista vallások, mint például az afroamerikai szinkretikus kultuszok, amelyek a joruba hiedelmet a spiritizmussal és a kereszténységgel ötvözik (pl. Voodoo, Santeria, Candomblé)
- Racionalista újpogányság : pl. a francia forradalom idején a deista Legfelsőbb Lény kultusza (wd)
- Okkultista újpogányság: a mágia iránti érdeklődésből nőtt ki (pl. 1717-es Ősi Druida Rend, az Örök Forrás Temploma, az Arany Hajnal Hermetikus Rendje, Ordo Templi Orientis, Thule Fehér Rendje).
- Etnikumi újpogányság: ősi etnikai hiedelmeken alapuló „nemzeti vallás” létrehozására törekszik. (pl. Ukrajna: Runwira, Litvánia: Romuva, Lettország: Dievturi, Észtország: Taara, angolszász országok: Odinist Fellowship, Asatru Free Assembly).
- Posztmodern újpogányság: néhány szinkretikus New Age mozgalom, amelyre jellemző az új (a kereszténytől eltérő) spiritualitás keresése, a női aspektus kiemelése és a természettel való harmóniára való törekvés. Ide sorolhatjuk a Wiccát, a feminista Dianikus irányzatot, a neosámánizmust, valamint a tudományos-fantasztikus vallásokat (pl. Minden Világ Egyháza, UFO-kultuszok).

Más kategorizálás:
Egyes kutatók az újpogány vallásokat – annak alapján, hogy milyen kultuszt vagy vallást próbálnak feléleszteni, – a következő gyűjtőkategóriába sorolják :
- a kereszténység előtti európai hitrendszerek (pl. druida vagy germán vallás stb.);
- a kereszténység előtti nem európai kultuszok (pl. Mithrász kultusza);
- az Európán kívüli társadalmak (pl. a szibériai sámánizmus) kultuszai

### Mozgalmak

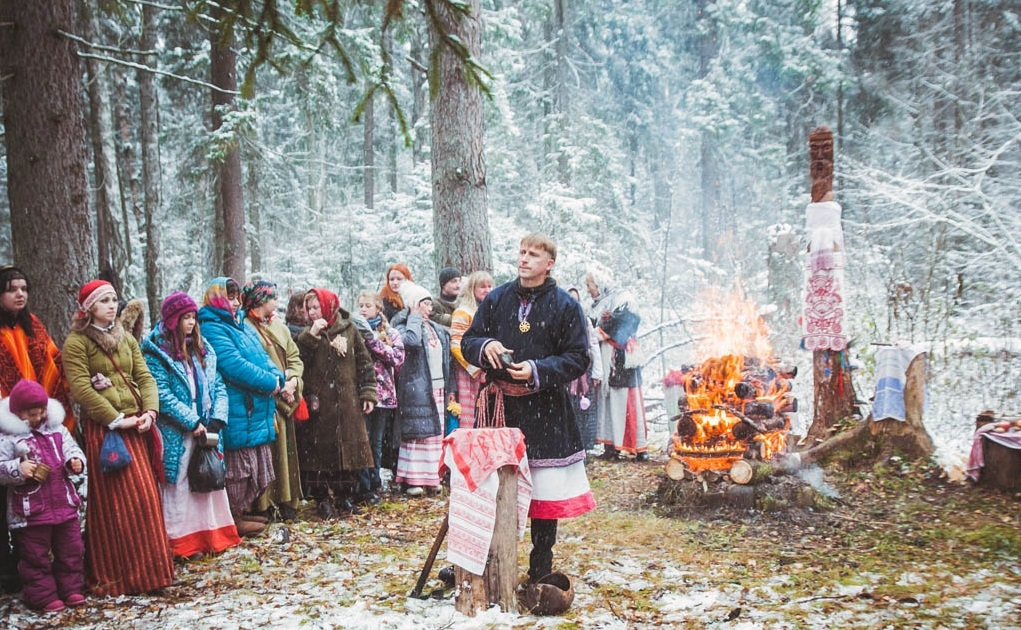
Újpogány szertartás Oroszországban

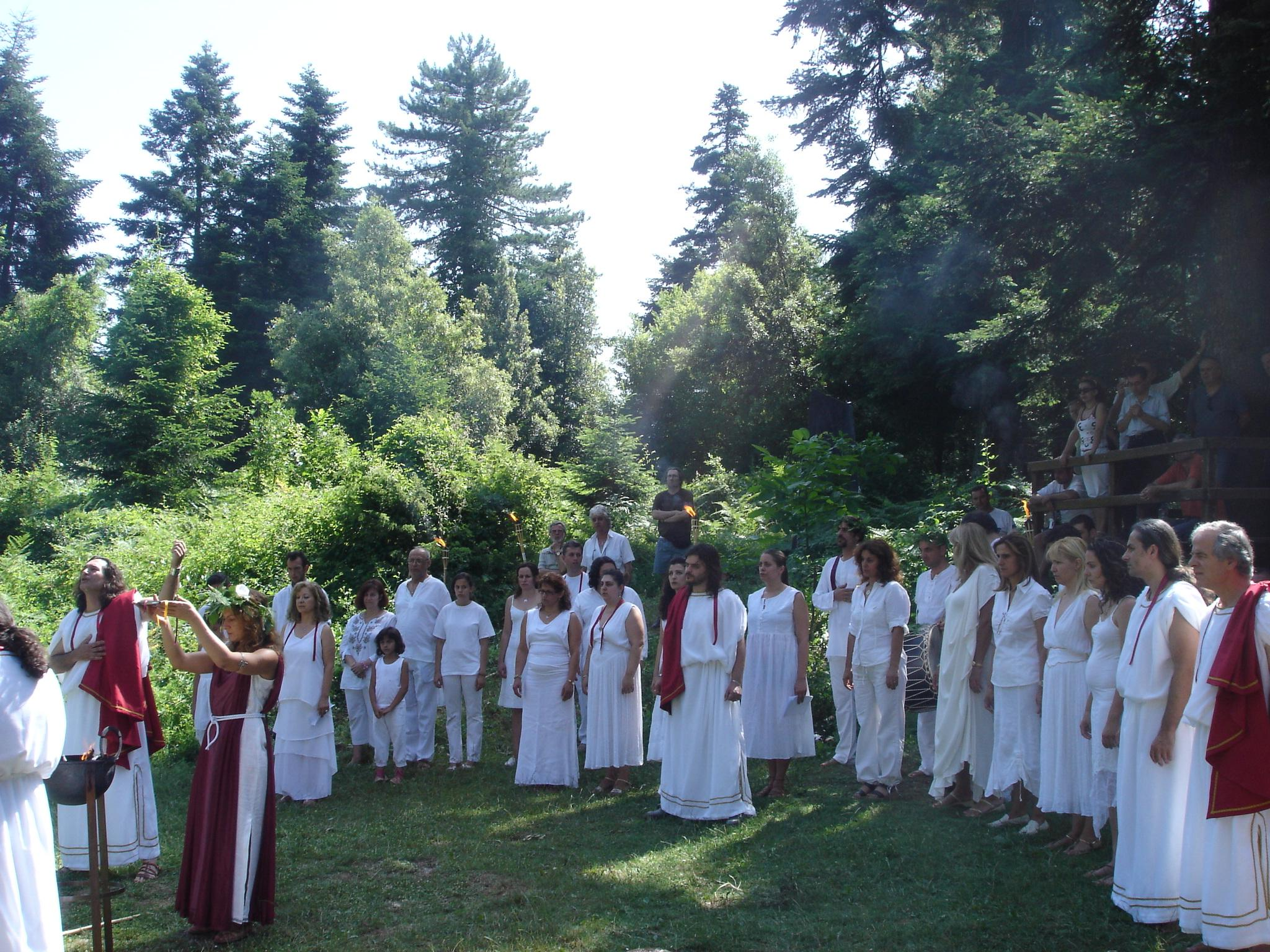
Újpogány szertartás Görögországban

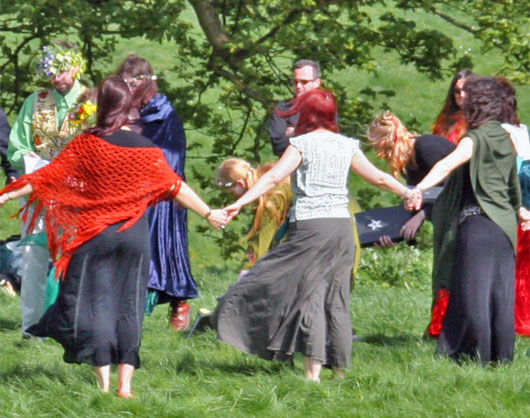
Újpogány ceremónia az angliai Aveburyban, Beltane ünnepén, 2005-ben

Nem teljes lista az ismertebb mozgalmakról (Magyarország esetében egyházakról):
1. Korai mozgalmak:
- Újdruidizmus (wd)
- Arany Hajnal Hermetikus Rendje
- Thelema

2. Boszorkányság:
- Wicca

New Age vagy szinkretikus:
- Feri Hagyomány (Feri Tradition)
- Feraferia
- Keresztény Wicca
- Minden Világ Egyháza (Church of All Worlds)
- Kemetizmus
- Zuizmus

3. Etnikumi:
Szláv újpogányság
- Rodnaja Vera („Született Hit”) – rodnoverek (wd)

Balti újpogányság
- Dievtúriság (régi lett vallás felelevenítése)
- Taaraizmus (észt)

Germán újpogányság
- Asatru

Egyéb újpogányság
- Hellenizmus
- Tengrizmus
- Nahuaizmus (azték)

Magyar újpogányság
| Magyar egyházak           | Újpogány egyház neve | Heterogén vallási elemeket egyesítő csoportok                              |
| ------------------------- | --- | -------------------------------------------------------------------------- |
| Nemzeti hagyomány alapján | * A Magyar Hit(vallás) Napkeresztény Egyháza * Ősmagyar Egyház * Magyar Vallás Közössége * Yotengrit A Tengervégtelen Ős-szellem Egyháza | Ezoterikus Tanok Egyháza Egyetemes Szeretet Egyháza Ősmagyar Táltos Egyház |
| Más kultúrkörök alapján   | * Magyar Boszorkányszövetség * Kelta-Wicca Hagyományőrzők Egyháza * Sodalitas Mithraica Hitvalló Egyház                                  | ANKH Az Örök Élet Egyháza                                                  |

## Újpogány ünnepek
A legtöbb szertartás a négy fő ünnep köré rendeződik: Imbolc, Beltane, Lughnasad és a Samhain. Ezek közé ékelődik be a másik négy, kulcsfontosságú esemény a nyolcból: nyári és téli napforduló, illetve tavaszi és őszi nap-éj egyenlőség. A fő ünnepeket rendszerint teliholdkor ülik. 
| dátum          | germán név              | balti név                 | ír-kelta név         | alternatív név          | keresztény / társadalmi név                |
| -------------- | ----------------------- | ------------------------- | -------------------- | ----------------------- | ------------------------------------------ |
| Febr 1-2       | Disting (fényfesztivál) | Perkūno diena             | Imbolc               |                         | Gyertyaszentelő Boldogasszony              |
| Márc 21–23     | Ostara                  | Pavasario saulėgrįža      | Latha na Cailliche   | tavaszi napéjegyenlőség | Húsvét                                     |
| Ápr 30 – Máj 1 | Walpurgis-éj            |                           | Beltane              |                         | A munka ünnepe, Munkás Szent József ünnepe |
| Jún 21–22      | Nyárközép, Litha        | Rasa (Joninės, Lyguo)     | Oiche Fheile Eoghain | nyári napforduló        | Szent Iván éjszakája                       |
| Jul 31 – Aug 1 | Schnitterfest           | Lammas                    | Lughnasad            |                         | Szt. Péter ad Vincula                      |
| Szept 21–22    | Herbstfest              | Rudens saulėgrįža         | Blas an Fhomair      | őszi napéjegyenlőség    | Hálaadás, szüreti fesztivál                |
| Okt 31 – Nov 1 | Winternacht             | Vėlinės                   | Samhain              | Halloween               | Mindszentek                                |
| Dec 21–22      | Julfest (Jul), télközép | Žiemos saulėgrįža, Kūčios | Dubluachair          | téli napforduló         | Szenteste                                  |